# Novi Cervîșcea, Kamin-Kașîrskîi
Novi Cervîșcea (în ucraineană Нові Червища) este localitatea de reședință a comunei Novi Cervîșcea din raionul Kamin-Kașîrskîi, regiunea Volînia, Ucraina.

## Demografie
Componența lingvistică a localității Novi Cervîșcea
     Ucraineană (99,76%)
     Alte limbi (0,24%)
Conform recensământului din 2001, majoritatea populației localității Novi Cervîșcea era vorbitoare de ucraineană (99,76%), existând în minoritate și vorbitori de alte limbi.